# Nisída Pacheiá
Nisída Pacheiá är en ö i Grekland.   Den ligger i prefekturen Kykladerna och regionen Sydegeiska öarna, i den sydöstra delen av landet, 270 km sydost om huvudstaden Aten. Arean är 1,5 kvadratkilometer.
Terrängen på Nisída Pacheiá är lite kuperad. Öns högsta punkt är 196 meter över havet. Den sträcker sig 1,4 kilometer i nord-sydlig riktning, och 1,6 kilometer i öst-västlig riktning.